# Johann Adolph Krohn

Tractatus de jure assecurationum, 1725

Johann Adolph Krohn (* 1674 in Lübeck; † 29. August 1750 ebenda) war ein deutscher Jurist und Bürgermeister der Hansestadt Lübeck.

## Leben
Johann Adolph Krohn war Sohn des Lübecker Kaufmanns Johann Krohn († 1701). Er studierte ab 1693 Rechtswissenschaften an den Universitäten Rostock und Leipzig. 1698 wurde er in Rostock nach einer Disputation über Von Beweiß der Schuldt mit HandelsBüchern zum Dr. der Rechte promoviert. Nach einer Studienreise zum Reichskammergericht in Wetzlar und in die Niederlande wurde er 1706 Syndicus des Rates der Stadt Rostock. 1716 gab er sein Amt auf und siedelte nach Lübeck über, wo er 1731 in den Rat der Stadt erwählt und dort 1744 zu einem der vier Bürgermeister bestimmt wurde. In seine Amtszeit als Ratsherr fällt die von der Bürgerschaft erzwungene Selbstergänzung des Lübecker Rates 1739.
Seit dem 28. April 1700 war er verheiratet mit Anna Sophie, geb. Stindten. Ihre Goldene Hochzeit wurde 1750 groß gefeiert; es war das erste Mal, dass ein amtierender Bürgermeister in Lübeck seine Jubelhochzeit feiern konnte. Der spätere Senior Georg Hermann Richerz (1716–1767) hielt den Festgottesdienst, und Kantor Caspar Ruetz schuf zwei Kantaten zu diesem Anlass. Von den Kindern des Paares war Hermann Georg Krohn 1741–52 Syndicus der Hansestadt Lübeck, der Enkel Hermann Diedrich Krohn wurde 1786 ebenfalls Lübecker Bürgermeister. Die Tochter Margaretha Catharina heiratete den Bürgermeister Georg Wilhelm Detharding.
Seit 1744 war er in einen langwierigen Zivilprozess mit Anna Maria von Spilcker, geb. Gloxin, einer Tochter von Anton Heinrich Gloxin, verwickelt. Dabei ging es um den hälftigen Anteil am Erbe der Catharina Margaretha Haecks, der ohne Kinder und Testament verstorbenen Ehefrau des zum Zeitpunkt des Streits noch lebenden Lübecker Ratsherrn Dr. Daniel Haecks. Krohn war ihr Onkel, Spilcker ihre (Halb-)Tante, beide waren ihre nächsten Blutsverwandten. Krohn beanspruchte den Verwandtenanteil ganz für sich und begründet dies mit dem Vorrecht der vollen Geburt. Die Erbauseinandersetzung zog sich über Jahre hin und ging bis vor das Reichskammergericht, das nach dem Tod beider 1756 ein Urteil zugunsten Spilckers (bzw. ihrer Erben) sprach. Krohn ließ während des Prozesses seinen Standpunkt durch eine Reihe von Abhandlungen seines Sohnes Hermann Georg Krohn zum lübischen Erbrecht, zum Vorrang der vollen Geburt und des Lübischen Partikularrechts gegenüber dem Römischen Recht untermauern. Dadurch und durch die Gegenschriften des Celler Oberappellationsgerichtsrats Johann Christian Bacmeister (1703–1766), Sohn des Celler Kanzleidirektors Johann Christian Bacmeister, erreichte der Prozess eine literarische Qualität, die den Anlass weit überragte und ihn noch bis ins 19. Jahrhundert zu einem oft zitierten Präzedenzfall machte. Wegen der sehr guten Quellenlage sowie der exemplarischen Eigenschaft dieses Falles machte Peter Oestmann die komplette Akte des Reichskammergerichts 2009 im Rahmen einer historisch-kritischen Edition zugänglich.
Johann Henrich von Seelen hielt ihm die Leichenrede

## Werke
- Dissertatio Inauguralis Iuridica, De Probatione, Quae Fit Per Libros Mercatorum, Vulgo Von Beweiß der Schuld mit Handels-Büchern. Rostochii: Wepplingius 1698
- Tractatus de jure assecurationum vom Assecurantz-Recht, Rostock und Parchim, 1725